# 太閤ヶ平
太閤ヶ平（たいこうがなる）は、鳥取県鳥取市百谷字太閤ヶ平にあった戦国時代の付城（前線基地）。天正9年（1581年）に羽柴秀吉（のちの豊臣秀吉）による第二次鳥取城攻撃の際に造営された。秀吉の陣城跡は「史跡鳥取城跡附太閤ヶ平」として、1957年（昭和32年）に鳥取城と並び国の史跡に指定されている。

## 歴史
織田信長の命を受けて中国経営に邁進する秀吉は、一度支配下に入れておきながら再び毛利氏側に立った因幡国鳥取城の攻略を決意し、天正9年（1581年）6月25日に3万の大軍を率いて居城・姫路城を進発した。7月12日には早くも鳥取城の包囲陣が完成している。対する鳥取城には毛利氏から派遣された勇将・吉川経家が2千の将兵とともに守りを固めていた。
秀吉は、標高263メートルの鳥取城の東方・標高251メートルの帝釈山上に本陣を構えた。羽柴秀長（のちの豊臣秀長）を初めとする配下の諸将たちが、毛利方の鳥取城・雁金山城・丸山城の3つの出城を楕円状に取り巻いて、山嶺から城下まで延長12キロメートルにおよぶ長囲の陣を敷いた。秀吉軍は完全包囲によって城内の糧食を断つ持久戦の構えを取るとともに、毛利方の援軍を予測し、毛利方主力との決戦も想定した配陣となっている。
これまで、秀吉は鳥取城攻撃にあたって若狭国の商人を使って因幡国内の米を高値で買い集めたことで、鳥取城に対する経済封鎖を行ったとされてきた。近年になって、織田軍は次に述べるような3重の厳重な包囲網で鳥取城に対する経済封鎖を行っていたことが明らかになった。これは鳥取城に対する数年がかりで構築した大規模な経済封鎖だった。

### 鳥取城に対する包囲網
1. 本項で述べる太閤ヶ平を中心とした包囲網。
2. 毛利方に属していた、賀露港・二上山城・雨滝七曲城・市場城・生山城・船岡城・景石城・若桜鬼ヶ城・弓河内城・鹿野城を攻略したことによる、因幡国一円に及ぶ包囲網。
3. 毛利方に属していた東伯耆の南条元続、南美作を支配していた宇喜多直家を調略したことによる、中国地方の東半分に及ぶ包囲網。

攻城戦は4か月に及んだ。織田方の巧みな経済封鎖によって食糧の不足していた鳥取城内では、籠城2か月目にして早くも食糧は尽き、牛馬や壁土、果ては餓死者の人肉まで奪い合うという飢餓地獄を現出した。城将・吉川経家は惨状を見るに忍びず、自らの命に替えて城兵を救うという条件で10月25日に城下の真教寺で自刃、鳥取城は開城し包囲陣は解かれた。
鳥取城を落とした秀吉は城将として宮部継潤を入れ、次いで伯耆国に進み馬の山まで進攻していた吉川元春と対陣している。しかし、冬を迎えるとともに毛利方の装備が十分なことを知った秀吉は、急遽撤兵、11月8日に姫路に帰城している。その後、秀吉が因伯の地を訪れることはなかった。秀吉が築いた陣城群は、江戸中期頃まで軍事施設として認識されており、藩政期の鳥取城絵図にもその旨の記載が残っている。
秀吉の本陣が置かれた帝釈山は「本陣山」と呼ばれるようになり、現在はハイキングコースが設けられている。また本陣跡裏手の広場には、マイクロウェーブの中継所がある。

## 遺構
秀吉が本陣を置いた帝釈山を扇の要として、南西方向の栗谷と北西方向の円護寺、さらに浜坂集落にかけて、秀吉配下の諸将の陣城跡や規模の大きな土塁・竪堀・空堀が残る。戦国末期の陣城群として大変貴重な遺構である。しかし史跡指定を受けていない円護寺地区とその近くの八幡山、浜坂地区は近年のベッドタウン化により宅地造成が進んでおり、多くの陣城が消滅の危機に瀕している。

### 太閤ヶ平
秀吉の本陣跡で、鳥取城本丸から1.4キロメートル東に位置する帝釈山頂にある。内陣は東西47メートル、南北36メートルで、大手虎口が南口、搦手虎口が東側に開かれている。鳥取城に相対する西側の土塁上の両端には、各1か所ずつ合計2か所の櫓台がある。大手口両側には水が貯えられたと見られる薬研堀が掘られている。搦手虎口の外には兵馬の駐屯地があったと見られる広場があるが、現在ここにはマイクロウェーブの中継所が立てられている。本陣を囲んで大小の削平地が十数段に渡って築かれ、本陣足元を完璧に防備している。
織田軍配下の一部将にしては非常に大規模かつ緻密な構造の陣城であり、当時中国出陣を考えていた信長を迎えることも想定していたとの説も出ている。

### 羽柴秀長陣
秀吉の弟・秀長の陣所は秀吉本陣の北西、標高216メートルの通称大平（おおなる）の山上にある。東西に細長い長さ70メートルの陣所である。

### 空堀
秀長陣から秀吉本陣にかけて、延長700メートルに及ぶ大規模な空堀が構築されている。これは秀吉が毛利本隊との決戦を想定した防衛ラインと考えてよい。

### 栗谷南嶺之陣
秀吉本陣のあった帝釈山頂より南西方向に伸びる栗谷の山嶺には、10か所に及ぶ付城群の遺構が明確に残る。秀吉本陣近くは彼の直臣が守りを固めたと考えられる。長谷川秀一陣、堀尾吉晴陣、仙石秀久陣のほかは守将が伝えられていないが、遺構の保存状態はきわめてよく、戦国末期の付城群を調査研究する上で、大変貴重な遺構である。

### 水道谷奥之陣
長田神社から分け入っていく谷の奥の小砦群で、鳥取城に相対する最前線である。ここも遺構の保存状態が良好である。

### 円護寺之陣営
桑山重晴、垣屋光成、三好信吉（のちの豊臣秀次）らの諸将が陣を構えた。円護寺地区は宅地化が進んでおり、すでに3つの付城跡が消滅している。

### 土塁
太閤ヶ平のある本陣山から峰続きの標高120メートルの尾根上に、全長380メートルに渡って高さ1〜2メートルの土塁が連なっている。土塁の裏側は幅30メートル以上の広い削平地となっている。これも毛利軍との決戦を想定した迎撃線と考えてよい。

### 三好信吉陣
後に秀吉の養子となった三好信吉の陣。一説によると、宮部継潤の陣所跡ともいわれる。鳥取城の出城だった丸山城に近い八幡山にある。完全な土塁方式の陣城が残っているが、これも宅地造成により消滅の危機にある。

### 浜坂之陣営
覚寺から浜坂にかけての丘陵上に付城が連なっていたが、宅地化や水道設備の建設などで破壊が進行している。

### 垣屋恒総陣
鳥取城攻略後、桐山城を与えられた垣屋恒総の陣。宅地造成により消滅した。

### 青木勘兵衛陣
宅地造成により消滅した。

### 平地陣
平地陣は鳥取の城下町や耕地となったため、遺構は残っていない。以下の諸将が湊川（旧袋川）沿いに展開した。
- 木下家定:鳥取市中町
- 中村一氏:鳥取市掛出町
- 少阿弥:鳥取市掛出町
- 山名豊国:鳥取市榎町、鳥取市役所本庁舎付近
- 荒木重堅:鳥取市本町1丁目
- 神子田正治:鳥取市元魚町3丁目
- 蜂須賀家政:鳥取市玄好町、玄好遊園地付近
- 黒田孝高:鳥取市相生町1丁目
- 木村定重
- 加藤光泰
- 杉原家次:鳥取市江津
- 吉川平助:鳥取市江津。守将・吉川平助は防己尾城攻城戦で戦死した。

### 雁金山城およびその周辺の砦群
雁金山城は羽柴秀吉の来攻に備えて築かれた鳥取城の支城である。本城である鳥取城と賀露港を結ぶ兵糧運搬路の中継点だったが、宮部継潤の攻撃で落城し、鳥取城落城を早める結果になった。近年の調査で、雁金山城およびその周辺の砦群にも、鳥取城に向けて重厚な土塁が築き足されていることが明らかになった。雁金山城が秀吉軍の手に落ちた後、鳥取城のより一層の孤立化をねらって改修されたものと考えられている。